# Zhonggu Logistics
Shanghai Zhonggu Logistics Company Limited («Чжунгу Логистикс») — китайская транспортная и логистическая компания, основные интересы которой сосредоточены в сфере судоходства, железнодорожных и автомобильных перевозок, складского хозяйства и обслуживания холодильной цепи. Третья по величине контейнерная судоходная компания страны, после China COSCO Shipping и SITC International, и 18-я мира. Штаб-квартира расположена в Шанхае.  

## Деятельность
Zhonggu Logistics доставляет контейнеры и другие грузы морским, речным, железнодорожным и автомобильным транспортом преимущественно внутри Китая, а также занимается складским бизнесом (логистические парки, контейнерные площадки, железнодорожные депо) и лизингом контейнеров. Кроме того, компания обслуживает международные линии во Вьетнам и Россию, имеет долю в контейнерных терминалах в портах Тяньцзинь и Дунгуань. 
По итогам 2021 года 94,5 % выручки пришлось на Китай. По состоянию на июнь 2022 года Zhonggu Logistics управляла 96 судами общей вместимостью почти 110 тыс. TEU.

## Акционеры
Основными акционерами Zhonggu Logistics являются SB China Capital (6,58 %), Ningbo Meishan Yunlong Investment Management (6,58 %), UBS Asset Management (4,85 %), Jiang Pei Shanghai Venture Capital Center (4,08 %), Shanghai Free Trade Zone Equity Investment Fund (4,08 %), Invesco Great Wall Fund Management (3,77 %), Eastern Bell Venture Capital (3,47 %), Shandong SASAC (3,43 %), Nuode Asset Management (3,12 %), Лю Цюаньмин (2,94 %), GF Fund Management (2,28 %) и China Post & Capital Fund Management (2,21 %).